# Цингеторикс (вождь кантіаків)
Цінгеторікс (з кельт. володар воїнів) — вождь кельтського племені кантіаків у Британії. Володарював у 60-50 роки до н. е.

## Життєпис
Цінгеторікс був головою племені кантіаків, що мешкало на території сучасного Кента (Велика Британія). Про цього кельтського вождя замало відомостей. Був союзником (або залежним) могутнього вождя катувеллаунів Кассівелауна. Разом з останнім брав участь у боротьбі проти римського вторгнення у липні 54 року до н. е. на острів римських військ на чолі з Гаєм Юлієм Цезарем. Головним завданням Цінгеторікса було перерізати зв'язок між військовим табором римлянам на узбережжі та основними силами Цезаря. Також Цінгеторікс намагався завадити останньому перетнути кельтську оборону на річці Темза.
Коли це не вдалося й Гай Цезар взяв в облогу Кассівелауна, Цінгеторікс поряд з вождями Карвілієм, Сеговаксом і Таксимагулом атакував військовий табір римлян на узбережжі, намагаючись захопити його й тим знищити можливість повернення римлян до Галлії. Втім тут Цінгеторікс зазнав поразки й відступив. Після укладання мирної угоди у вересні 54 року до н. е. між кельтами південної Британії та римлянами були припинені бойові дії й Цінгеторікс повернувся до свого племені. Подальша його доля невідома.